# عالم مارفي
عالم مارفي (بالألمانية: Marvi Hämmer)‏، هو مسلسل رسوم متحركة ثلاثية الأبعاد أنتج في ألمانيا عُرض على قناة كيكا في 2003. تم دبلجة المسلسل إلى اللغة العربية وعُرض على قناة سبيستون.

## القصة
مارفي فأرٌ صغير، يعيش سراً في مكتب أستوديو تلفزيوني. عندما يغادر العاملين الاستوديو يقوم بعرض أفلام ناشيونال جيوغرافيك من عالم الحيوان والنبات والعلوم ويختبر مغامراته الخاصة بمساعدة مُساعديه الثلاثة وهم جيسي ومين وروبيرتو.

## روابط خارجية
- عالم مارفي على موقع ميوزك برينز (الإنجليزية)